# ジュネーヴ条約
ジュネーヴ条約（ジュネーヴじょうやく、仏: Convention de Genève, 独: Genfer Konvention, 英: Geneva Convention）とは、戦時国際法としての傷病者及び捕虜の待遇改善のための国際条約である。戦地軍隊における傷病者の状態の改善に関する条約、または赤十字条約とも呼ぶ。
広義には、同条約を含めた、戦争犠牲者保護に関する4条約（ジュネーヴ諸条約）のことをいう。

## 概要

### 締結
1864年に赤十字国際委員会（ICRC）が「戦争時の捕虜に対する扱いを人道的にする必要がある」として提唱し、スイスのジュネーヴで「傷病者の状態改善に関する第1回赤十字条約」（1864年8月22日のジュネーヴ条約）が締結された。

### 改正
以後、以下のように改正されている。
1. 傷病者の状態改善に関する第1回赤十字条約（1864年）
2. 傷病者の状態改善に関する第2回赤十字条約（1906年）
3. 傷病者の状態改善に関する第3回赤十字条約（1929年）

### 関連条約
また、関連する追加条約として以下が締結されている。
- ジュネーヴ条約の原則を海戦に応用する条約（1899年、1907年改正）
- 俘虜の待遇に関する条約（1929年）

### 第二次世界大戦後の改正
これらは第二次世界大戦後の1949年に全面改正され、ジュネーヴ諸条約（ジュネーヴ4条約、戦争犠牲者保護条約）として整理された。
旧条約との関係は以下の通りである。
- ジュネーヴ条約（赤十字条約） → 戦地にある軍隊の傷者及び病者の状態の改善に関する1949年8月12日のジュネーヴ条約（第1条約）
- ジュネーヴ条約の原則を海戦に応用する条約 → 海上にある軍隊の傷者、病者及び難船者の状態の改善に関する1949年8月12日のジュネーヴ条約（第2条約）
- 俘虜の待遇に関する条約 → 捕虜の待遇に関する1949年8月12日のジュネーヴ条約（第3条約）
- 戦時における文民の保護に関する1949年8月12日のジュネーヴ条約（第4条約、新設）

## 日本との関係
日本は1886年（明治19年）6月5日に最初のジュネーヴ条約に加盟している。
なお、ジュネーヴ条約は1864年に締結されていたが、日本では戊辰戦争で榎本武揚らが1868年に箱館に樹立した政権（蝦夷共和国）が野戦病院（箱館病院）で敵味方の区別を行わずに治療を行い捕虜を保護する方針をとっていた。
これは戊辰戦争で局外中立を維持していた諸外国から信頼を得るため、榎本らが西欧的な方法を重視したことも背景にあるといわれている。この箱館病院では榎本から病院頭取医師取締全権に任命された高松凌雲らが、まず官軍の負傷者6名の治療にあたり（1名は死亡）、5名が本州に送り帰され、これが「日本最初の赤十字活動」と称されている。榎本の蝦夷地上陸後、病院が設置されてから1869年8月下旬まで敵味方合わせて約1340名の治療にあたった。
しかし、このような精神は完全には浸透しておらず、新政府軍の進軍時、病院の本院では院長の高松による患者の保護の主張が受け入れられたが、高龍寺分院では混乱が発生している。